# Prova di pompaggio
Con prova di pompaggio si definisce una prova in situ che consenta di determinare una o più caratteristiche idrogeologiche di un acquifero attraverso il pompaggio di acqua da un pozzo.

A seconda che si stia estraendo o inserendo acqua le prove si dividono in: prove di emungimento e prove di immissione.
In entrambi i casi i parametri idrogeologici vengono determinati dallo studio del cono di interferenza causato dalla prova.

## Tipologie di prova
La prima distinzione che si può effettuare tra le prove di portata riguarda la tipologia di pompaggio che si andrà ad effettuare: in caso di estrazione di acqua dall'acquifero avremo le prove di emungimento, altrimenti in caso di introduzione di acqua nell'acquifero avremo "prove di immissione".
Prove di emungimento:
| Tipo                                  | Descrizione                                                           | Obbiettivi                                                               |
| ------------------------------------- | --------------------------------------------------------------------- | ------------------------------------------------------------------------ |
| SDT, prova a gradini                  | Vengono eseguiti da 3 a 5 emungimenti con portate diverse e crescenti | Equazione del pozzo, portata critica, efficienza                         |
| APT, prova a portata costante         | Viene eseguito un unico emungimento a portata costante                | Trasmissività, conducibilità idraulica, coefficiente di immagazzinamento |
| MAPT, prova combinata a fini multipli | Diversi gradini di emungimento                                        | combinazione delle precedenti due prove                                  |

Prove di immissione:
| Tipo                                 | Descrizione                               | Obbiettivi                                                               |
| ------------------------------------ | ----------------------------------------- | ------------------------------------------------------------------------ |
| ST, Prova di iniezione               | iniezione rapida di un determinato volume | Trasmissività, conducibilità idraulica, coefficiente di immagazzinamento |
| WPT, Prova di iniezione in pressione | Iniezione di acqua in pressione           | Conducibilità idraulica                                                  |
| PT, Prova di decompressione          | pressurizzazione istantanea               | conducibilità idraulica                                                  |

### Prova di portata a gradini
La prova di portata a gradini o SDT (Step Drawdown Test) consiste nell'applicazione progressiva di diversi gradini di carico o pompaggio a portate crescenti. L'analisi degli abbassamenti registrati nella superficie piezometrica durante gli step di carico consentono di ottenere informazioni riguardo all'equazione caratteristica del pozzo, la portata di esercizio, la portata critica e l'efficienza della captazione.
Le portate dei gradini vengono scelte per assicurare uno stress sufficiente alla sua analisi ed in modo tale da coprire le portate di esercizio normali del pozzo . La durata dei gradini è costante e può variare tra 30-120 minuti  oppure tra 100-180 minuti . I gradini di portata vengono applicati uno in serie, subito dopo il termine del precedente gradino di carico e senza attendere il ristabilimento della quota piezometrica. Le portate stabilite per i gradini devono essere tra loro diverse e devono terminare in modo che l'ultima sia superiore alla portata d'esercizio prevista per il pozzo. Successivamente al termine dell'ultimo gradino di carico possono essere registrati i livelli di risalita della piezometria per ulteriori analisi.
L'interpretazione delle prove a gradini può essere effettuata sia graficamente, attraverso l'utilizzo di grafici, sia tramite l'applicazione di formule.

### Prova a portata costante
La prova a portata costante o APT (Aquifer Pumping Test) consiste nell'applicazione di un pompaggio a portata costante per un periodo sufficiente al raggiungimento di condizioni di equilibrio.